# Angelo Di Livio
Angelo Di Livio (* 26. července 1966 Řím) je bývalý italský fotbalista. Nastupoval především na postech krajního obránce nebo defenzivního záložníka.

## Klubová kariéra
Fotbal začal hrát ve svém rodném městě za menší klub (Polisportiva Bufalotta) v Římě. Do Říma přišel v roce 1984, jenže nedostal žádnou herní příležitost a tak následující sezonu odehrál v Reggianě na hostování. V roce 1987 odešel do Perugia se kterou vyhrál čtvrtou ligu v sezoně 1987/88. Po dvou sezonách jej na začátku sezony 1989/90 koupil druholigový klub Padova. Zde odehrál čtyři sezony a v roce 1993 jej klub prodal do Juventusu.
Do Bianconeri jej moc chtěl trenér Giovanni Trapattoni a byl ochoten zaplatit 4 miliardy lir. V nejvyšší lize odehrál první utkání ve věku 27 let. Za Juventus hrál šest sezon a odehrál za ni celkem 269 utkání a vstřelil 6 branek. Stal se s ní třikrát vítězem v lize (1994/95, 1996/97, 1997/98), jednou vyhrál i Italský pohár (1994/95), ale největší úspěch zaznamenal, když vyhrál LM 1995/96, poté Superpohár UEFA 1996 a Interkontinentální pohár 1996.
V roce 1999 byl prodán velmi neochotně do Fiorentiny. S fialkami získal Italský pohár (2000/01). Jenže v následující sezoně přišel klubový bankrot a on i s klubem musel hrát čtvrtou ligu, kterou hned vyhrály a mohly hrát díky administrativě již druhou ligu v sezoně 2003/04. Poslední zápasy v kariéře odehrál v sezoně 2004/05, když již hrál opět nejvyšší ligu.

## Přestupy
- z Padova do Juventus za 12 900 000 Euro
- z Juventus do Fiorentina za 1 300 000 Euro

## Hráčská statistika
| Sezóna  | Klub       | Liga     | Liga   | Liga | Ligové poháry | Ligové poháry | Ligové poháry | Kontinentální poháry | Kontinentální poháry | Kontinentální poháry | Celkem | Celkem |
| Sezóna  | Klub       | Soutěž   | Zápasy | Góly | Soutěž        | Zápasy        | Góly          | Soutěž               | Zápasy               | Góly                 | Zápasy | Góly   |
| ------- | ---------- | -------- | ------ | ---- | ------------- | ------------- | ------------- | -------------------- | -------------------- | -------------------- | ------ | ------ |
| 1984/85 | Řím        | Serie A  | 0      | 0    | IP            | 0             | 0             | PVP                  | 0                    | 0                    | 0      | 0      |
| 1985/86 | Reggiana   | Serie C1 | 13     | 0    | IP            | 5             | 0             | -                    | 0                    | 0                    | 18     | 0      |
| 1986/87 | Nocerina   | Serie C1 | 31     | 1    | -             | 0             | 0             | -                    | 0                    | 0                    | 31     | 1      |
| 1987/88 | Perugia    | Serie C2 | 34     | 3    | -             | 0             | 0             | -                    | 0                    | 0                    | 34     | 3      |
| 1988/89 | Perugia    | Serie C1 | 33     | 1    | -             | 0             | 0             | -                    | 0                    | 0                    | 33     | 1      |
| 1989    | Perugia    | Serie C1 | 5      | 0    | -             | 0             | 0             | -                    | 0                    | 0                    | 5      | 0      |
| 1989/90 | Padova     | Serie B  | 29     | 2    | IP            | 0             | 0             | -                    | 0                    | 0                    | 29     | 2      |
| 1990/91 | Padova     | Serie B  | 36     | 3    | IP            | 2             | 0             | -                    | 0                    | 0                    | 38     | 3      |
| 1991/92 | Padova     | Serie B  | 36     | 3    | IP            | 4             | 0             | -                    | 0                    | 0                    | 40     | 3      |
| 1992/93 | Padova     | Serie B  | 36     | 5    | IP            | 1             | 0             | -                    | 0                    | 0                    | 37     | 5      |
| 1993/94 | Juventus   | Serie A  | 33     | 0    | IP            | 2             | 1             | UEFA                 | 2                    | 0                    | 37     | 1      |
| 1994/95 | Juventus   | Serie A  | 27     | 1    | IP            | 9             | 0             | UEFA                 | 10                   | 0                    | 46     | 1      |
| 1995/96 | Juventus   | Serie A  | 32     | 0    | IP+IS         | 2+1           | 0             | LM                   | 9                    | 1                    | 44     | 1      |
| 1996/97 | Juventus   | Serie A  | 32     | 1    | IP            | 4             | 0             | LM+ES+IP             | 11+2+1               | 0                    | 50     | 1      |
| 1997/98 | Juventus   | Serie A  | 30     | 0    | IP+IS         | 6+1           | 0             | LM                   | 7                    | 0                    | 44     | 0      |
| 1998/99 | Juventus   | Serie A  | 35     | 1    | IP+IS         | 4+1           | 1+0           | LM                   | 8                    | 0                    | 48     | 2      |
| 1999/00 | Fiorentina | Serie A  | 30     | 2    | IP            | 2             | 0             | LM                   | 14                   | 0                    | 46     | 2      |
| 2000/01 | Fiorentina | Serie A  | 33     | 1    | IP            | 8             | 0             | UEFA                 | 2                    | 0                    | 43     | 1      |
| 2001/02 | Fiorentina | Serie A  | 32     | 1    | IP+IS         | 0+1           | 0             | UEFA                 | 4                    | 0                    | 37     | 1      |
| 2002/03 | Fiorentina | Serie C2 | 21     | 0    | -             | 0             | 0             | -                    | 0                    | 0                    | 21     | 0      |
| 2003/04 | Fiorentina | Serie B  | 43     | 4    | -             | 0             | 0             | -                    | 0                    | 0                    | 43     | 4      |
| 2004/05 | Fiorentina | Serie A  | 12     | 0    | IP            | 7             | 0             | -                    | 0                    | 0                    | 19     | 0      |
| Celkově | Celkově    | Celkově  | 613    | 29   | -             | 50            | 2             | -                    | 70                   | 1                    | 733    | 32     |

## Reprezentační kariéra
Za reprezentaci odehrál 40 utkání a nevstřelil žádnou branku. První zápas odehrál ve věku 29 let 6. září 1995 proti Slovinsku (1:0). Dostal i pozvánku na
ME 1996, kde odehrál dva zápasy. Byl i stříbrného šampionátu v roce 2000. Také se zúčastnil dvou turnajů na MS (1998 a 2002). Právě na MS 2002 odehrál poslední utkání.

### Statistika na velkých turnajích
| Reprezentace | Rok     | Zápasy             | Zápasy | Zápasy      | Zápasy           | Zápasy           | Zápasy            |
| Reprezentace | Rok     | Fáze turnaje       | Datum  | Soupeř      | Odehraných minut | Vstřelené branky | Výsledek          |
| ------------ | ------- | ------------------ | ------ | ----------- | ---------------- | ---------------- | ----------------- |
| Itálie       | ME 1996 | 1 zápas ve skupině | 11. 6. | Rusko       | 62               | 0                | 2:1               |
| Itálie       | ME 1996 | 3 zápas ve skupině | 19. 6. | Německo     | 9                | 0                | 0:0               |
| Itálie       | MS 1998 | 1 zápas ve skupině | 11. 6. | Chile       | 61               | 0                | 2:2               |
| Itálie       | MS 1998 | 2 zápas ve skupině | 17. 6. | Kamerun     | 7                | 0                | 3:0               |
| Itálie       | MS 1998 | Osmifinále         | 27. 6. | Norsko      | 27               | 0                | 1:0               |
| Itálie       | MS 1998 | Čtvrtfinále        | 3. 7.  | Francie     | 53               | 0                | 0:0 (3:4) na pen. |
| Itálie       | ME 2000 | 1 zápas ve skupině | 11. 6. | Turecko     | 7                | 0                | 2:1               |
| Itálie       | ME 2000 | 3 zápas ve skupině | 19. 6. | Švédsko     | 64               | 0                | 2:1               |
| Itálie       | MS 2002 | 1 zápas ve skupině | 3. 6.  | Ekvádor     | 26               | 0                | 2:0               |
| Itálie       | MS 2002 | Osmifinále         | 18. 6. | Jižní Korea | 48               | 0                | 1:2 v prodl.      |

## Hráčské úspěchy

### Klubové
- 3× vítěz italské ligy (1994/95, 1996/97, 1997/98)
- 2× vítěz italského poháru (1994/95, 2000/01)
- 2× vítěz italského superpoháru (1995, 1997)
- 1× vítěz ligy mistrů UEFA (1995/96)
- 1× vítěz evropského poháru (1996)
- 1× vítěz interkontinentální poháru (1996)

### Reprezentační
- 2× na MS (1998, 2002)
- 2× na ME (1996, 2000 - stříbro)

### Vyznamenání
Řád zásluh o Italskou republiku (12. 7. 2000) z podnětu Prezidenta Itálie 